# Pattaya Women's Open 2007
Pattaya Women's Open 2007 — тенісний турнір played on hard courts. Це був 16-й турнір PTT Pattaya Open. Належав до турнірів 4-ї категорії в рамках Туру WTA 2007. Відбувся в Паттаї, Таїланд, з 5 до 12 лютого 2007 року.

## Очки і призові

### Нарахування очок
| Дисципліна       | П   | Ф  | ПФ | ЧФ | 1/8 | 1/16 | Q   | Q3  | Q2  | Q1  |
| Одиночний розряд | 115 | 80 | 50 | 30 | 15  | 1    | 7   | 3   | 2   | 1   |
| Парний розряд    | 115 | 80 | 50 | 30 | 1   | Н/Д  | Н/Д | Н/Д | Н/Д | Н/Д |

### Призові гроші
| Дисципліна       | П       | Ф       | ПФ     | ЧФ     | 1/8    | 1/16   | Q3   | Q2   | Q1   |
| Одиночний розряд | $23,700 | $12,775 | $6,890 | $3,715 | $2,005 | $1,075 | $580 | $310 | $175 |
| Парний розряд *  | $6,690  | $3,740  | $2,020 | $1,085 | $580   | Н/Д    | Н/Д  | Н/Д  | Н/Д  |

* на пару

## Учасниці основної сітки в одиночному розряді

### Сіяні
| Країна    | Гравчиня                    | Рейтинг | Сіяна |
| --------- | --------------------------- | ------- | ----- |
| Франція   | Маріон Бартолі              | 24      | 1     |
| Росія     | Марія Кириленко             | 30      | 2     |
| Італія    | Мара Сантанджело            | 41      | 3     |
| КНР       | Пен Шуай                    | 42      | 4     |
| Індія     | Саня Мірза                  | 48      | 5     |
| Аргентина | Хісела Дулко                | 51      | 6     |
| Росія     | Бардіна Василіса Олексіївна | 55      | 7     |
| Японія    | Накамура Айко               | 56      | 8     |

### Інші учасниці
Нижче наведено учасниць, які отримали вайлдкард на участь в основній сітці:
- Монтіні Тангпхонг
- Ольга Савчук
- Алісія Молік

Нижче наведено гравчинь, які пробились в основну сітку через стадію кваліфікації:
- Андрея Клепач
- Ципора Обзилер
- Ноппаван Летчівакарн
- Юань Мен

### Знялись
- Алісія Молік (right hamstring)

## Учасниці основної сітки в парному розряді

### Сіяні
| Країна            | Гравчиня         | Країна            | Гравчиня             | Рейтинг | Сіяна |
| ----------------- | ---------------- | ----------------- | -------------------- | ------- | ----- |
| Китайський Тайбей | Чжань Юнжань     | Китайський Тайбей | Чжуан Цзяжун         | 53      | 1     |
| Австралія         | Ніколь Пратт     | Італія            | Мара Сантанджело     | 94      | 2     |
| Україна           | Юліана Федак     | Росія             | Анастасія Родіонова  | 99      | 3     |
| Словаччина        | Ярміла Ґайдошова | Хорватія          | Єлена Костанич-Тошич | 121     | 4     |

### Інші учасниці
Нижче наведено пари, які отримали вайлдкард на участь в основній сітці:
- Мартина Суха /  Напапорн Тонгсалі

### Завершили кар'єру
- Пен Шуай

## Переможниці

### Одиночний розряд
Сібіль Баммер —  Хісела Дулко, 7–5, 3–6, 7–5

### Парний розряд
Ніколь Пратт /  Мара Сантанджело —  Чжань Юнжань /  Чжуан Цзяжун, 6–4, 7–6(7–4)